# Емблема Східного Тимору
Державна емблема Східного Тимору — один з офіційних символів держави, прийнятий 18 січня 2007. Заснована на проєкті використовуваному ще тоді, коли країна односторонньо оголосила про свою незалежність 28 листопада 1975.

## Зміст
У композиції емблеми зображено книгу, сільськогосподарські культури, лук зі стрілою та автоматичну рушницю на фоні стилізованої гори Рамелау.
Девіз португальською мовою — «Unidade, Acção, Progresso» («Єдність, Дія, Прогрес»).

## Галерея

Герб Португальського Тимору, 1935-1975
Герб Східного Тимору, 2002-2007